# Escândalo Black Sox

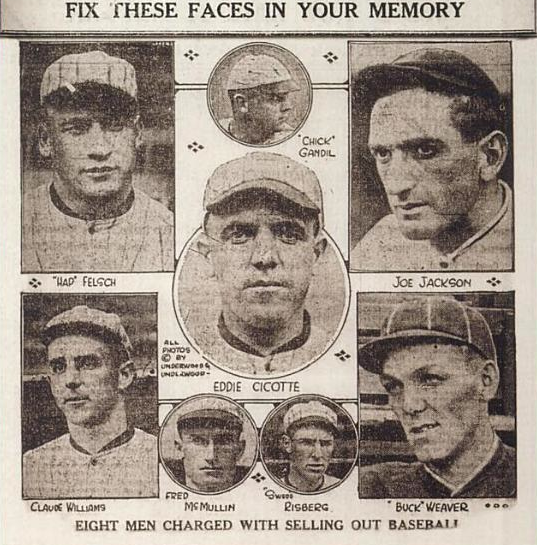
Os oito jogadores banidos: Shoeless Joe Jackson, Eddie Cicotte, Buck Weaver, Swede Risberg, Chick Gandil, Happy Felsch, Lefty Williams e Fred McMullin.

O Escândalo Black Sox foi um escândalo de manipulação de jogos da Liga Principal de Beisebol no qual oito membros do Chicago White Sox foram acusados de lançar a World Series de 1919 contra o Cincinnati Reds em troca de dinheiro de um sindicato de jogos de azar liderado por Arnold Rothstein. O juiz Kenesaw Mountain Landis foi nomeado em resposta ao incidente para ser o primeiro comissário de beisebol, e recebeu controle absoluto sobre o esporte para restaurar sua integridade.

Apesar das absolvições em um julgamento público em 1921, o juiz Landis baniu permanentemente todos os oito homens do beisebol profissional. A punição foi eventualmente definida pelo Hall da Fama do Beisebol para incluir o banimento do Hall da Fama. Apesar dos pedidos de reintegração nas décadas que se seguiram (particularmente no caso de Shoeless Joe Jackson), a proibição permaneceu.